# Marcel Ernzer
Marcel Ernzer (Esch-sur-Alzette, 23 de març de 1926 - Ciutat de Luxemburg, 1 d'abril de 2003) va ser un ciclista luxemburguès que fou professional entre 1949 i 1962. Com a ciclista amateur va prendre part en els Jocs Olímpics d'Estiu de 1948, disputats a Londres. En ells va disputar, sense sort, dues proves del programa de ciclisme. Com a professional, en el seu palmarès destaca la Lieja-Bastogne-Lieja de 1954 i diversos campionats de Luxemburg en ruta.

## Palmarès
- 1947
  - 1r al Gran Premi General Patton
- 1948
  - 1r al Gran Premi General Patton
- 1950
  - 1r del Circuit de la Côte d'Or
  - Vencedor de 2 etapes del Circuit de les Sis províncies
- 1951
  - 1r de la Volta a Luxemburg i vencedor d'una etapa
  - 1r del Circuit de les Sis províncies i vencedor de 2 etapes
- 1952
  - Vencedor d'una etapa de la Volta a Mallorca
- 1953
  -  Campió de Luxemburg en ruta
- 1954
  -  Campió de Luxemburg en ruta
  - 1r de la Lieja-Bastogne-Lieja
  - 1r al Cap de setmana de les Ardenes
  - Vencedor d'una etapa a la Volta a Luxemburg
- 1955
  -  Campió de Luxemburg en ruta
  - Vencedor d'una etapa de la Volta a Suïssa
  - Vencedor d'una etapa de la Volta a Bèlgica i 1r de la classificació per punts
- 1958
  - Vencedor d'una etapa a la Volta a Luxemburg
- 1960
  - 1r de la Volta a Luxemburg i vencedor d'una etapa
- 1961
  - Vencedor d'una etapa a la Volta a Luxemburg

### Resultats al Tour de França
- 1949. Abandona (11a etapa)
- 1950. Abandona (13a etapa)
- 1953. 18è de la classificació general
- 1956. 51è de la classificació general
- 1957. Abandona (2a etapa)
- 1958. 16è de la classificació general
- 1959. 33è de la classificació general
- 1961. 37è de la classificació general
- 1962. Abandona (12a etapa)

### Resultats al Giro d'Itàlia
- 1956. Abandona (18a etapa)
- 1957. 45è de la classificació general
- 1958. 33è de la classificació general
- 1959. 41è de la classificació general
- 1960. 57è de la classificació general
- 1962. Abandona (14a etapa)

### Resultats a la Volta a Espanya
- 1960. Abandona (14a etapa)